# 마크 데이비스 (스누커 선수)

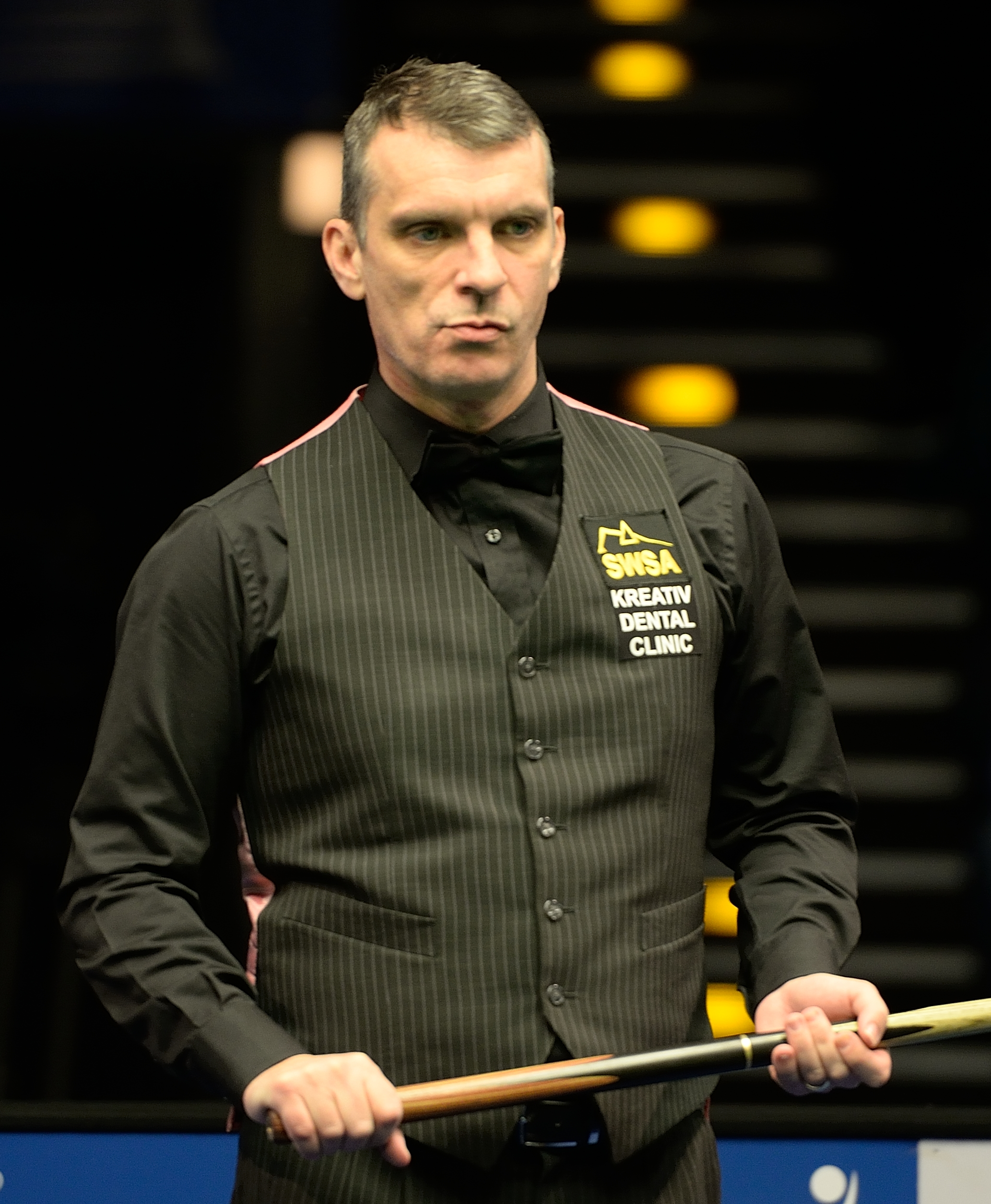
마크 데이비스

마크 데이비스(영어: Mark Davis, 1972년 8월 12일 ~ )는 잉글랜드의 스누커 선수이다.
1991년에 프로가 되었고 수년 동안 숙련공으로 여겨졌다. 그러나 그는 2000년대 후반에 자신의 게임을 크게 향상시켰고 그 결과 2012년에 상위 16위 안에 데뷔했다. 지금까지 그의 경력의 하이라이트는 2002년 벤슨 앤드 헤지스 챔피언십(Benson & Hedges Championship)에서 우승한 것이다. 식스 레드 스누커 세계 선수권 대회에 3회(2009, 2012, 2013) 참가했다. 데이비스는 2018년에 자신의 첫 번째 랭킹 이벤트 결승에 올랐고 잉글리시 오픈 결승전에서 스튜어트 빙엄에게 패했다.